# Hippolyte coerulescens
Hippolyte coerulescens är en kräftdjursart som först beskrevs av J. C. Fabricius 1775.  Hippolyte coerulescens ingår i släktet Hippolyte och familjen Hippolytidae. Inga underarter finns listade i Catalogue of Life.